# 宇文明达
宇文明达（？—618年9月6日），河南郡洛阳县（今河南省洛阳市东）人，唐朝官员。

## 生平
武德元年六月癸未（618年7月7日），唐朝朝廷派遣太仆卿宇文明达招抚安慰山东地区。之前唐朝朝廷以安阳县县令吕珉出任相州刺史，将相州刺史王德仁改任岩州刺史，王德仁因此怨恨愤怒，武德元年八月甲申（618年9月6日），王德仁诱骗宇文明达进入林虑山，将他杀死，反叛唐朝归附王世充。

## 家庭

### 父亲
- 宇文深，北周骠骑大将军、开府仪同三司、司会中大夫、安化成康公[5]

### 兄弟
- 宇文孝伯，北周大将军、小冢宰、广陵郡公

### 子女
- 宇文世寿